# Machaeropoles rostratus
Machaeropoles rostratus är en insektsart som beskrevs av Rehn, J.A.G. 1909. Machaeropoles rostratus ingår i släktet Machaeropoles och familjen gräshoppor.

## Underarter
Arten delas in i följande underarter:
- M. r. rubricrus
- M. r. rostratus